# Janine Andrade
Janine Andrade (née le 13 novembre 1918 à Besançon, décédée le 24 octobre 1997 à Levallois-Perret) est une violoniste française.

## Biographie
Janine Andrade est née le 13 novembre 1918 à Besançon, d'une mère pianiste qui l'initie à la musique. Elle démontre une aisance pour le violon dès l'âge de sept ans, et obtient le premier prix du Conservatoire de Paris pour cet instrument. Elle eut notamment pour professeurs Jules Boucherit, Carl Flesch et Jacques Thibaud. Elle fait alors carrière comme soliste, brièvement interrompue durant la Seconde Guerre mondiale, enchaînant les tournées au Japon, en Afrique du Sud et en Amérique du Sud. Après un grave A.V.C. en 1972, elle se retrouve paralysée et muette stoppant ainsi toute activité jusqu'à sa mort. Elle fut à l'origine ou participa à un C.D. de concertos pour violon de Mozart avec l'Orchestre du Gewandhaus de Leipzig, a été publiée par le label Berlin Classics, réalisa un album d'enregistrements de sonates pour violon de César Franck, Gabriel Fauré et Schubert paru dans le Meloclassic de 1958-1960.